# Nieuport

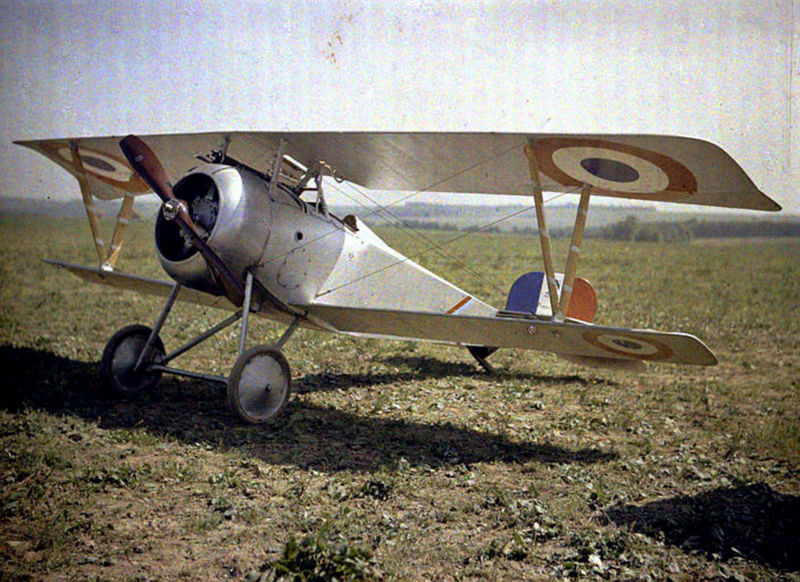
Stíhací letoun Nieuport 17 C.1

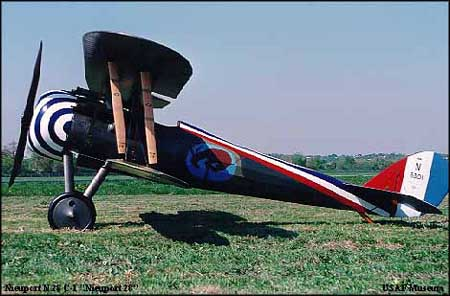
Stíhací letoun Nieuport 28

Nieuport (plným názvem francouzsky Société anonyme des Établissements Nieuport) byl francouzský letecký výrobce proslavený svými obratnými stíhacími jedenapůlplošníky z doby první světové války.

## Vyráběné letouny
Značení: AR = Arriere – pasažér na zadním místě, AV = Avant – pasažér na předním místě, C.1 = jednomístný stíhač (Chasseur), A.2 = dvoumístný průzkumný letoun, E.2 = cvičný letoun (Ecole)
- Nieuport II (a varianta III) – jednomístný závodní stroj
- Nieuport IV (a varianty VI, VII, VIII, IX, X) – dvou/třímístný závodní letoun
- Nieuport 10 (a varianty 10 AR, 10 AV, 10 A.2, 10 C.1, 10 E.2 a 83 E.2) – první dvouplošník Nieuport, původně závodní, později stíhací, průzkumný, bombardovací a cvičný letoun
- Nieuport 11 C.1 (a varianta 16 C.1) – stíhací dvouplošník
- Nieuport 12 A.2 (a varianty 12bis A.2, 13 A.2, 20 A.2, 12 E.2, 80 E.2 a 81 E.2) – dvoumístný pozorovací letoun
- Nieuport 16 – vylepšený Nieuport 11
- Nieuport 17 C.1 (a varianty 17bis C.1, 23 C.1) – stíhací letoun
- Nieuport 21 C.1 – stíhací letoun
- Nieuport 24 C.1 (a varianty 17bis C.1, 24bis C.1, 25 C.1, 27 C.1) – stíhací letoun
- Nieuport 27 – stíhací letoun, poslední Nieuportův typ s mezikřídelními vzpěrami do „V“
- Nieuport 28 C.1 – první stíhací dvouplošník používaný United States Army Air Service
- Nieuport 29 C.1 – stíhací letoun konce první světové války
- Nieuport 31 C.1 (a varianty 42S, 42 C.1, 52 C.1, 62 C.1, 622 C.1, 623 C.1, 72 C.1) – jednoplošníky používané ve Španělské občanské válce
- Loire-Nieuport LN.40 (a varianty LN.401, LN.402, Nieuport 140, LN.43, LN.411) – poslední Nieuportův typ, který vstoupil do služby